# Susie Snowflake
Susie Snowflake è un film muto del 1916 diretto da James Kirkwood. Fu il film d'esordio per Ann Pennington, famosa ballerina e attrice della scena musicale di Broadway.

## Produzione
Il film fu prodotto dalla Paramount Pictures.

## Distribuzione
Distribuito dalla Famous Players Film Company, il film uscì nelle sale cinematografiche USA il 25 giugno 1916.

## Galleria d'immagini

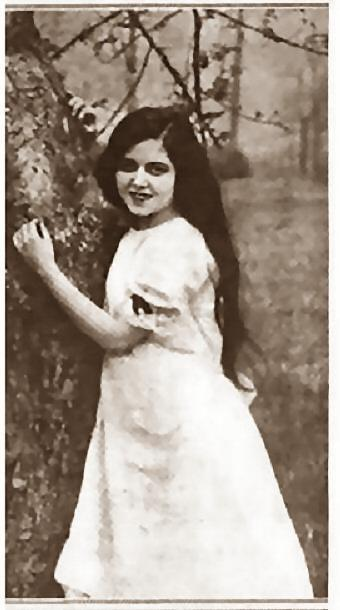
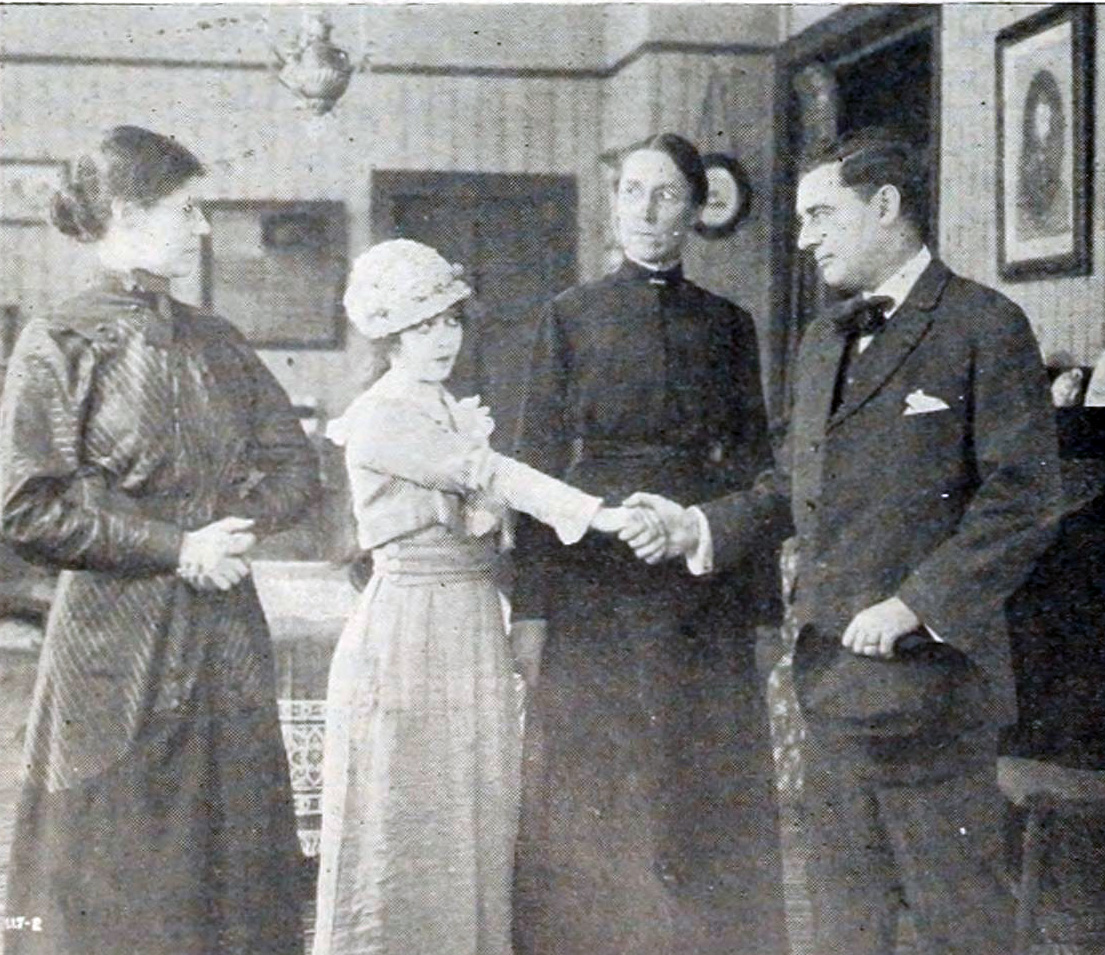